# Francisco Peralta Torrejón
 (juillet 2025).
La mise en forme du texte ne suit pas les recommandations de Wikipédia : il faut le « wikifier ».
Les points d'amélioration suivants sont les cas les plus fréquents. Le détail des points à revoir est peut-être précisé sur la page de discussion.
- Les titres sont pré-formatés par le logiciel. Ils ne sont ni en capitales, ni en gras.
- Le texte ne doit pas être écrit en capitales (les noms de famille non plus), ni en gras, ni en italique, ni en « petit »…
- Le gras n'est utilisé que pour surligner le titre de l'article dans l'introduction, une seule fois.
- L'italique est rarement utilisé : mots en langue étrangère, titres d'œuvres, noms de bateaux, etc.
- Les citations ne sont pas en italique mais en corps de texte normal. Elles sont entourées par des guillemets français : « et ».
- Les listes à puces sont à éviter, des paragraphes rédigés étant largement préférés. Les tableaux sont à réserver à la présentation de données structurées (résultats, etc.).
- Les appels de note de bas de page (petits chiffres en exposant, introduits par l'outil «  Source ») sont à placer entre la fin de phrase et le point final[comme ça].
- Les liens internes (vers d'autres articles de Wikipédia) sont à choisir avec parcimonie. Créez des liens vers des articles approfondissant le sujet. Les termes génériques sans rapport avec le sujet sont à éviter, ainsi que les répétitions de liens vers un même terme.
- Les liens externes sont à placer uniquement dans une section « Liens externes », à la fin de l'article. Ces liens sont à choisir avec parcimonie suivant les règles définies. Si un lien sert de source à l'article, son insertion dans le texte est à faire par les notes de bas de page.
- La présentation des références doit suivre les conventions bibliographiques. Il est recommandé d'utiliser les modèles {{Ouvrage}}, {{Chapitre}}, {{Article}}, {{Lien web}} et/ou {{Bibliographie}}. Le mode d'édition visuel peut mettre en forme automatiquement les références.
- Insérer une infobox (cadre d'informations à droite) n'est pas obligatoire pour parachever la mise en page.

Pour une aide détaillée, merci de consulter Aide:Wikification.
Si vous pensez que ces points ont été résolus, vous pouvez retirer ce bandeau et améliorer la mise en forme d'un autre article.
Pour les articles homonymes, voir Peralta et Torrejón.
Francisco Peralta Torrejón né le  10 novembre 1965 à La Serena, est un photographe chilien-autrichien.

## Biographie
Dans ses premières années, il a travaillé en Grèce, en Espagne et en Italie comme mannequin et dans la restauration, puis comme peintre d'églises en Bavière.
Peralta Torrejón a commencé sa carrière de photographe dans le secteur de la mode à la fin des années 1990. Il a travaillé entre autres pour les magazines Woman, Brigitte, Diva et NEWS,. Son travail actuel se concentre sur la photographie architecturale, les images de la nature, les représentations d'opéra, les pierres commémoratives, mémoriaux et parfois les portraits. Il collabore régulièrement avec le photographe Christian Michelides. Il photographie avec lui des opéras et Stolpersteine,.
Sa photographie de théâtre est dédiée au Burgtheater de Vienne, à La Scala de Milan et à La Fenice de Venise, à l'Opéra d'État de Vienne, au Theater an der Wien, à l'opéra maisons de Graz, Linz et Oslo, au Semperoper à Dresden et ainsi qu'aux festivals de Bayreuth, Salzbourg, Glyndebourne, Wexford, Brégence, Édimbourg et dans les Chorégies d'Orange.
Il travaille également au Lighthouse Wien, un projet de logement pour les sans-abri, et suit une formation de psychothérapeute.

## Publications dans des livres
- Ute Bock: Die Geschichte einer Flüchtlingshelferin, 2010
- Christine Laudahn: Zwischen Postdramatik und Dramatik, Roland Schimmelpfennigs Raumentwürfe, 2012
- Elisabeth Jupiter: Die Angst vor Jakob, Psychotherapeutische Geschichten, 2012
- Frank Bajohr, Andrea Löw: Der Holocaust, Ergebnisse und neue Fragen der Forschung, 2015
- 금난새: 금난새의 오페라 여행: 오페라 여행을 위한 단 한 권의 완벽 가이드 (Les voyages à l'opéra de Geum Nan-sae : le seul et unique guide complet des voyages à l'opéra), 2016
- Walter Vietzen: Kellinghusen unter dem Hakenkreuz, zeitgeschichtliche Betrachtungen einer Kleinstadt in Mittelholstein, 2018
- Sergei Eremenko: Soliton Nature, 2019
- Giacinta Cavagna di Gualdana: Guida curiosa ai luoghi insoliti di Milano, 2019
- Nicholas Mirzoeff: An Introduction to Visual Culture, 2023
- Léon Tolstoï: Gesammelte Bühnenwerke, Tolstoi Friedensbibliothek 2024 (photo de couverture)

## Galerie

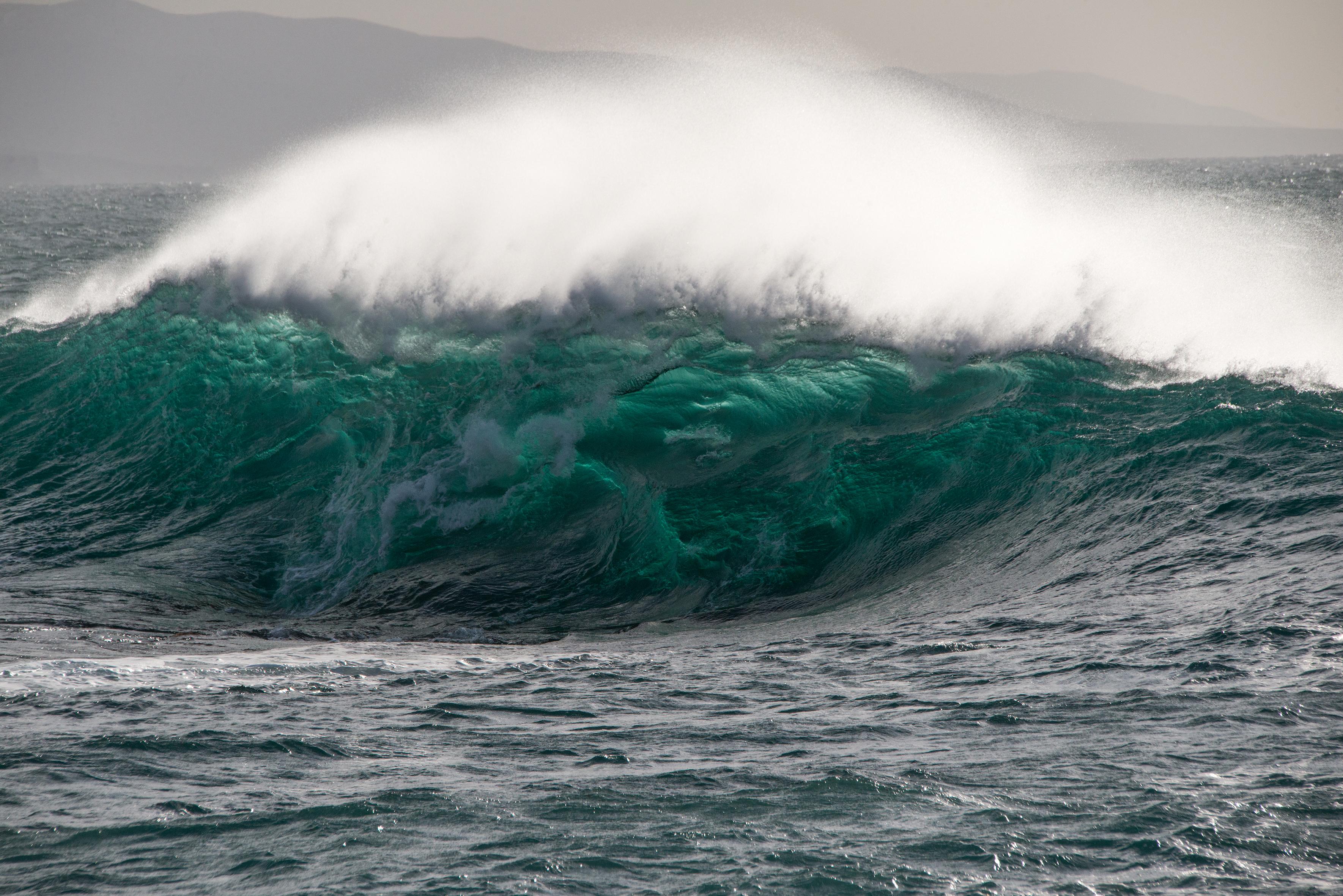
El Cotillo
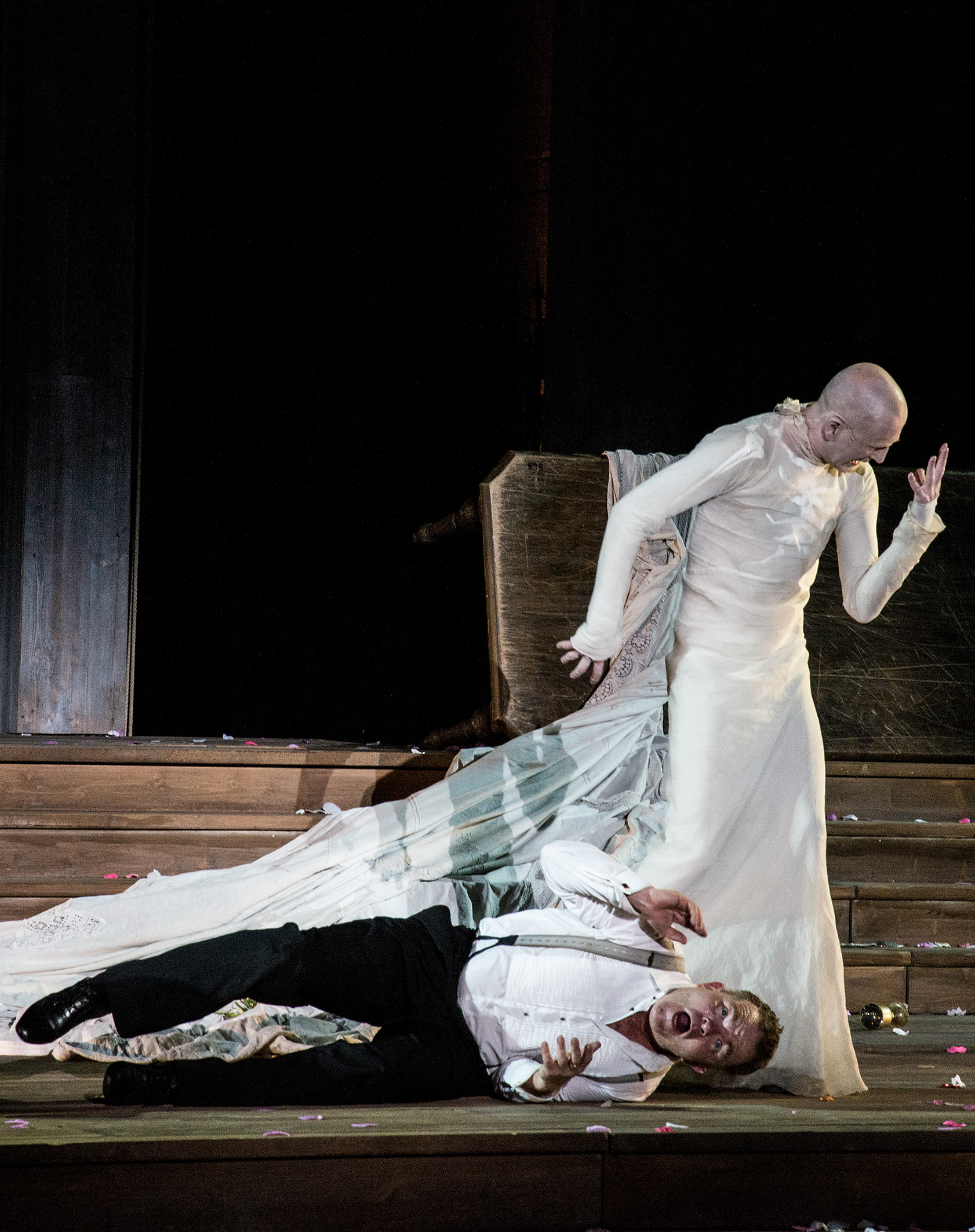
Jedermann Salzbourg
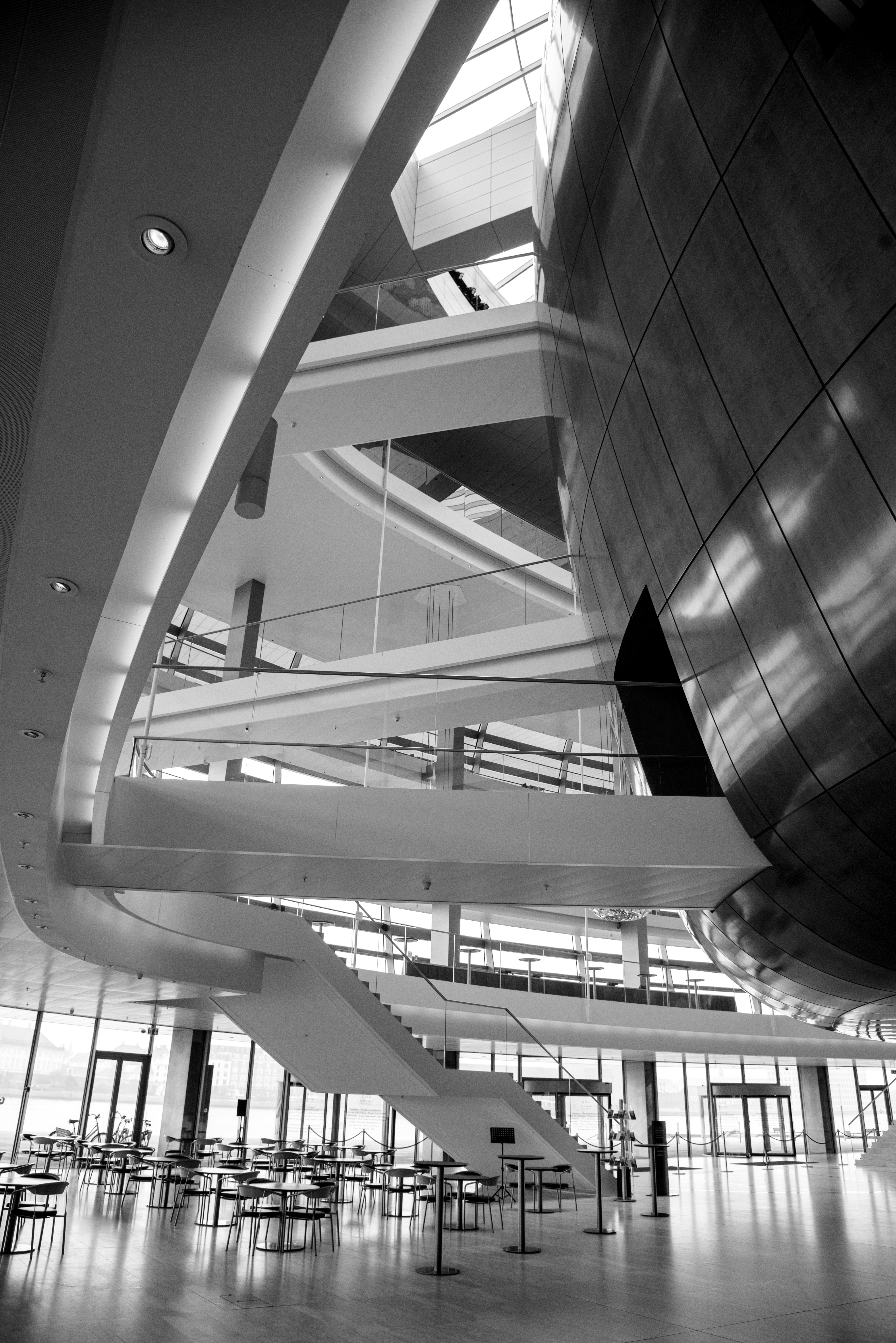
Opéra de Copenhague
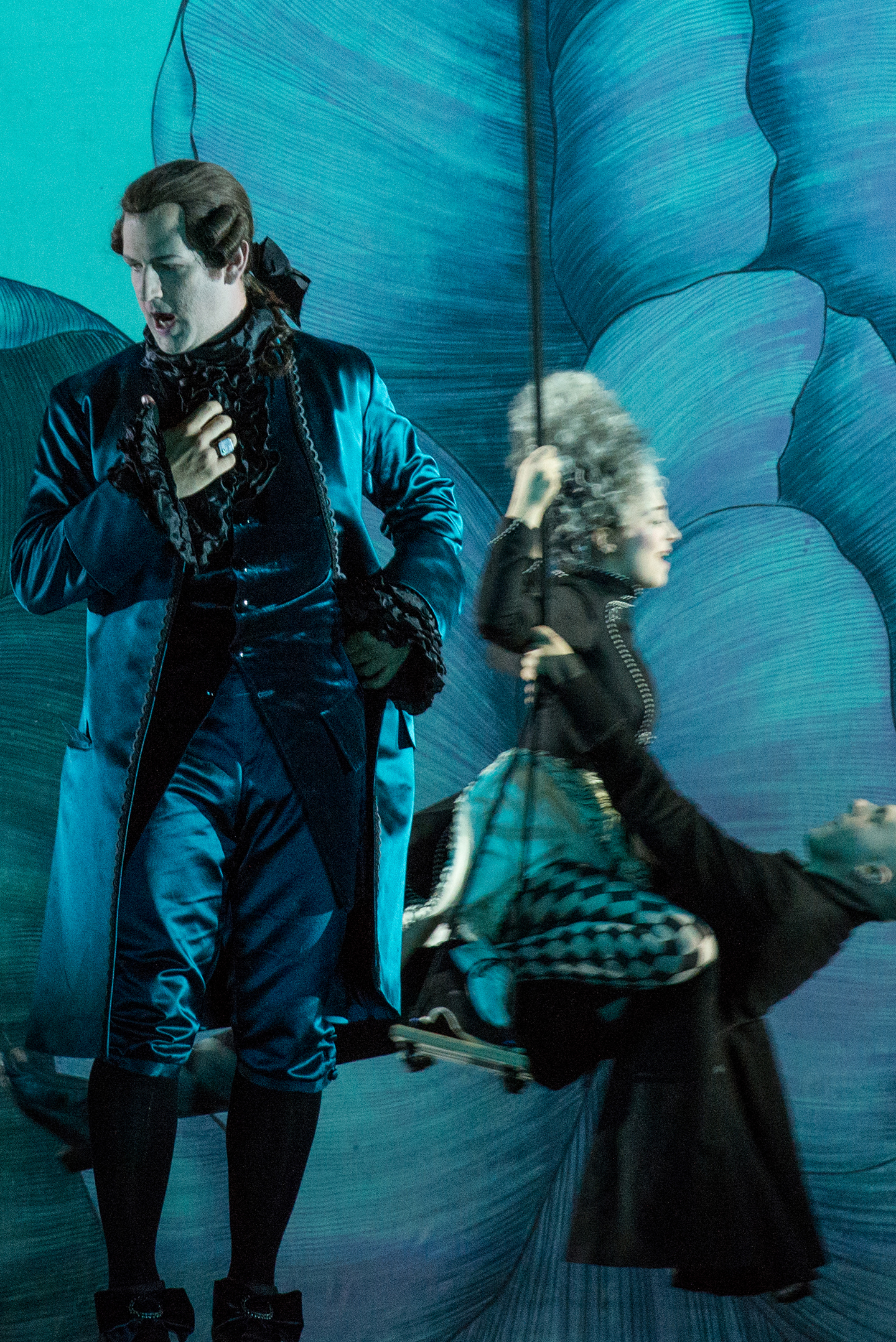
Les Noces de Figaro Semperoper
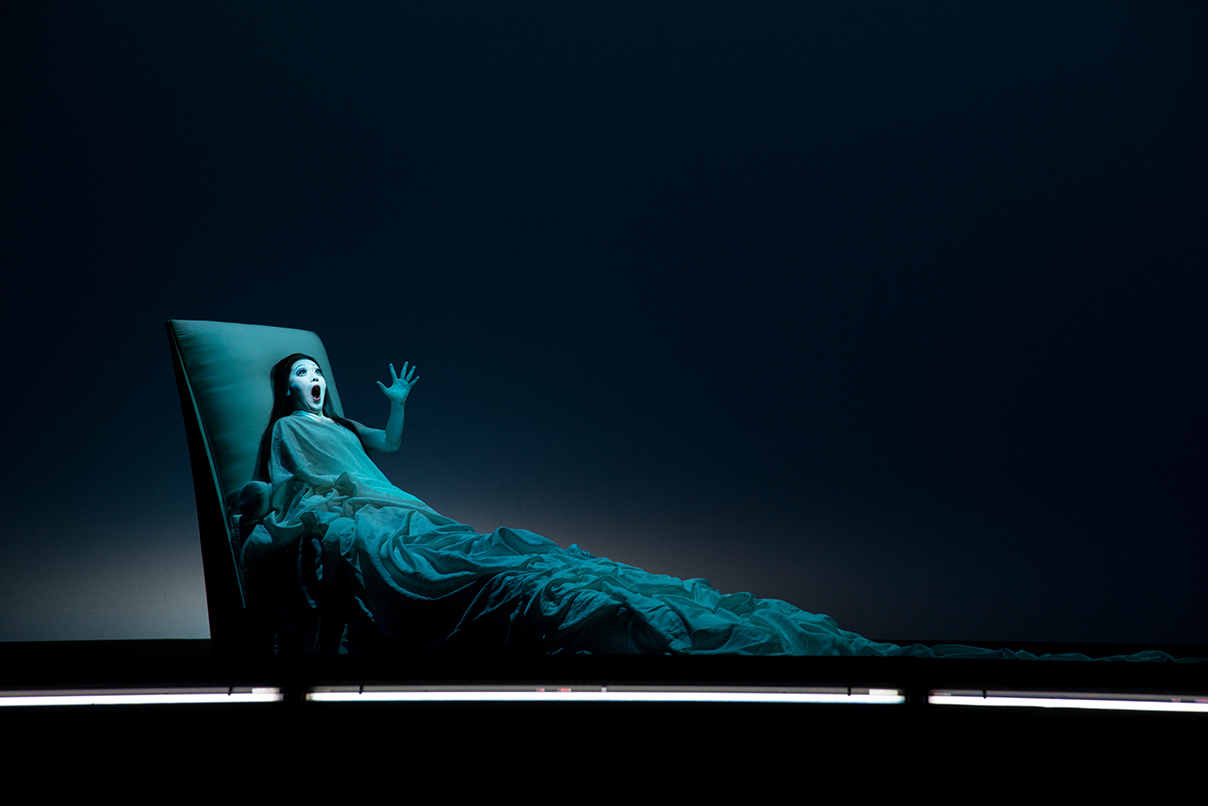
La traviata Linz